# Prasinohaema flavipes
Prasinohaema flavipes (звичайний зелений деревний сцинк) — вид сцинкоподібних ящірок родини сцинкових (Scincidae). Ендемік Нової Гвінеї.

## Поширення і екологія
Звичайні зелені деревні сцинки мешкають в горах Центрального хребта Нової Гвінеї. Вони живуть у вологих тропічних лісах, трапляються в садах, поблизу людських поселень. Зустрічаються на висоті від 1200 до 2000 м над рівнем моря.